# سیمون پینا
سیمون پینا (انگلیسی: Simone Pinna؛ زادهٔ ۱۷ اکتبر ۱۹۹۷) بازیکن فوتبال است.
از باشگاه‌هایی که در آن بازی کرده‌است می‌توان به البیا کالچو ۱۹۰۵ اشاره کرد.